# أوسكار مورر
أوسكار مورر (بالإنجليزية: Oscar Maurer) هو مصور أمريكي، ولد في 1870 في نيويورك في الولايات المتحدة، وتوفي في 1965.￼كوم اقره!!! 